# پادشاه گانگ
گانگ (حکومت: ۷۹۴ تا ۸۰۹) ششمین پادشاه بالهایی بود. وی پسر دائه هیوم مو سومین پادشاه بالهایی بود.

## پیش زمینه
پادشاه گانگ پسر دائه هیوم مو سومین پادشاه بالهایی بود.

## مرگ و جانشین
بعد از فوت پادشاه گانگ پسرش جونگ به پادشاهی رسید.